# Torymoides violaceus
Torymoides violaceus är en stekelart som först beskrevs av Nikol'skaya 1954.  Torymoides violaceus ingår i släktet Torymoides och familjen gallglanssteklar. Inga underarter finns listade i Catalogue of Life.